# Cooper City
Cooper City ist eine Stadt im Broward County im US-Bundesstaat Florida. Das U.S. Census Bureau hat bei der Volkszählung 2020 eine Einwohnerzahl von 34.401 ermittelt. Die geographischen Koordinaten sind: 26,05° Nord, 80,29° West. Das Stadtgebiet hat eine Größe von 17,4 km².

## Geographie
Cooper City befindet sich etwa 15 Kilometer südwestlich von Fort Lauderdale und 25 Kilometer nördlich von Miami. Angrenzende Kommunen sind Hollywood, Davie, Pembroke Pines und Southwest Ranches.

## Demographische Daten
Laut der Volkszählung 2010 verteilten sich die damaligen 28.547 Einwohner auf 9.912 Haushalte. Die Bevölkerungsdichte lag bei 1.740,7 Einw./km². 85,1 % der Bevölkerung bezeichneten sich als Weiße, 4,9 % als Afroamerikaner, 0,3 % als Indianer und 5,5 % als Asian Americans. 1,8 % gaben die Angehörigkeit zu einer anderen Ethnie und 2,4 % zu mehreren Ethnien an. 22,8 % der Bevölkerung bestand aus Hispanics oder Latinos.
Im Jahr 2010 lebten in 44,2 % aller Haushalte Kinder unter 18 Jahren sowie 19,6 % aller Haushalte Personen mit mindestens 65 Jahren. 84,3 % der Haushalte waren Familienhaushalte (bestehend aus verheirateten Paaren mit oder ohne Nachkommen bzw. einem Elternteil mit Nachkomme). Die durchschnittliche Größe eines Haushalts lag bei 2,96 Personen und die durchschnittliche Familiengröße bei 3,22 Personen.
28,8 % der Bevölkerung waren jünger als 20 Jahre, 19,9 % waren 20 bis 39 Jahre alt, 36,8 % waren 40 bis 59 Jahre alt und 14,8 % waren mindestens 60 Jahre alt. Das mittlere Alter betrug 41 Jahre. 48,4 % der Bevölkerung waren männlich und 51,6 % weiblich.
Das durchschnittliche Jahreseinkommen lag bei 91.650 $, dabei lebten 4,8 % der Bevölkerung unter der Armutsgrenze.
Im Jahr 2000 war Englisch die Muttersprache von 78,55 % der Bevölkerung, spanisch sprachen 15,08 % und 6,36 % hatten eine andere Muttersprache.

## Wirtschaft
Die größten Arbeitgeber waren 2018:
| Arbeitgeber                 | Arbeitnehmer |
| --------------------------- | ------------ |
| Broward County School Board | 596          |
| Publix                      | 565          |
| Walmart                     | 256          |
| Integrated Medical Center   | 184          |
| City of Cooper City         | 105          |
| Animal Medical              | 91           |
| Walgreens                   | 50           |
| Beverley Hill Café          | 38           |
| CVS Pharmacy                | 32           |
| Ross                        | 30           |

## Schulen
- Embassy Creek Elementary School
- Cooper City Elementary School
- Griffin Elementary School
- Pioneer Middle School
- Cooper City High School

## Verkehr
Cooper City wird von den Florida State Roads 817, 818, 823 und 848 durchquert. Der nächste Flughafen ist der Fort Lauderdale-Hollywood International Airport.

## Kriminalität
Die Kriminalitätsrate lag im Jahr 2010 mit 162 Punkten (US-Durchschnitt: 266 Punkte) im niedrigen Bereich. Es gab fünf Vergewaltigungen, zehn Raubüberfälle, 35 Körperverletzungen, 156 Einbrüche, 452 Diebstähle, 16 Autodiebstähle und sieben Brandstiftungen.